# Parque nacional Isla Norfolk
El Parque nacional Isla Norfolk es un parque que ocupa los montes Pitt y Bate, en la isla Norfolk, así como las islas vecinas deshabitadas de Nepean y Phillip, definiendo un total de seis mil quinientos kilómetros cuadrados, de los cuales 4.600 km² son de la propia isla y 1.900 km² son de las islas adyacentes. La isla Norfolk es un Territorio Externo de Australia, es decir, que no se encuentra integrado en ninguno de los estados. Se ubica en el Mar de Tasmania, entre Australia, Nueva Caledonia y Nueva Zelanda, a 1.000 km de Auckland y a 1.600 km de Sídney. 

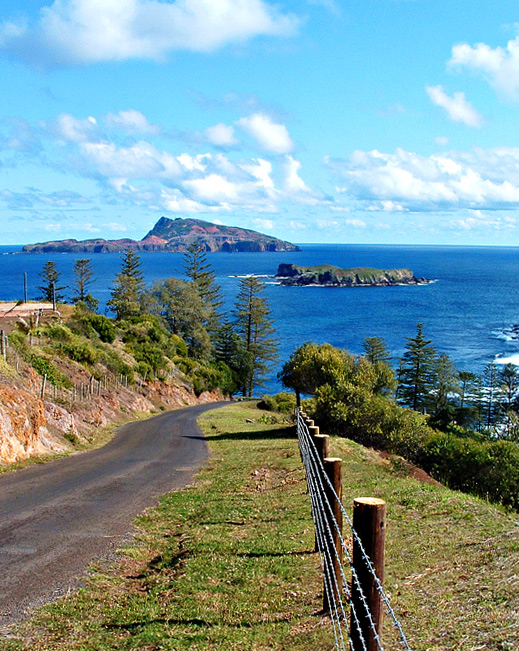
Islas Phillip (Al fondo) y Nepean (en medio) desde la isla Norfolk

El parque está formado por un área forestal pluvisilva australiano al igual que otros como el Parque nacional Daintree o Montes de Hierro (ambos en Queensland), ya que el clima de la isla es subtropical. No obstante, al ser una isla aislada, posee una gran cantidad de endemismos como la Araucaria heterophylla, el Christinus guentheri, el Cyanoramphus cookii o el Zosterops albogularis, todos en peligro de extinción. Es una importante zona de paso para aves migratorias
En total, ocupa un 14% de la superficie de la isla y cuenta con un jardín botánico. Si bien, no es la única área protegida de Norfolk, pero sí la más grande y de mayor rango, ya que las demás son reservas naturales. En el interior del parque se encuentra un monumento al Capitán James Cook, que vio la costa norte en 1770 y la exploró en 1788. La colonización británica supuso la consolidación de la agricultura y la tala de selva endémica de la isla, lo que conllevó el peligro de extinción de muchas especies. En 1984, se aprobó la creación del parque para conservar las áreas vírgenes de la isla.